# Front Rewolucyjno-Demokratyczny
Front Rewolucyjno-Demokratyczny (hiszp. Frente Democrático Revolucionario) – partia polityczna w Salwadorze.
W ostatnich wyborach parlamentarnych zdobyła 0,95% głosów i tym samym nie wprowadziła żadnego swojego przedstawiciela do Zgromadzenia Ustawodawczego.